# Domènech Terradellas

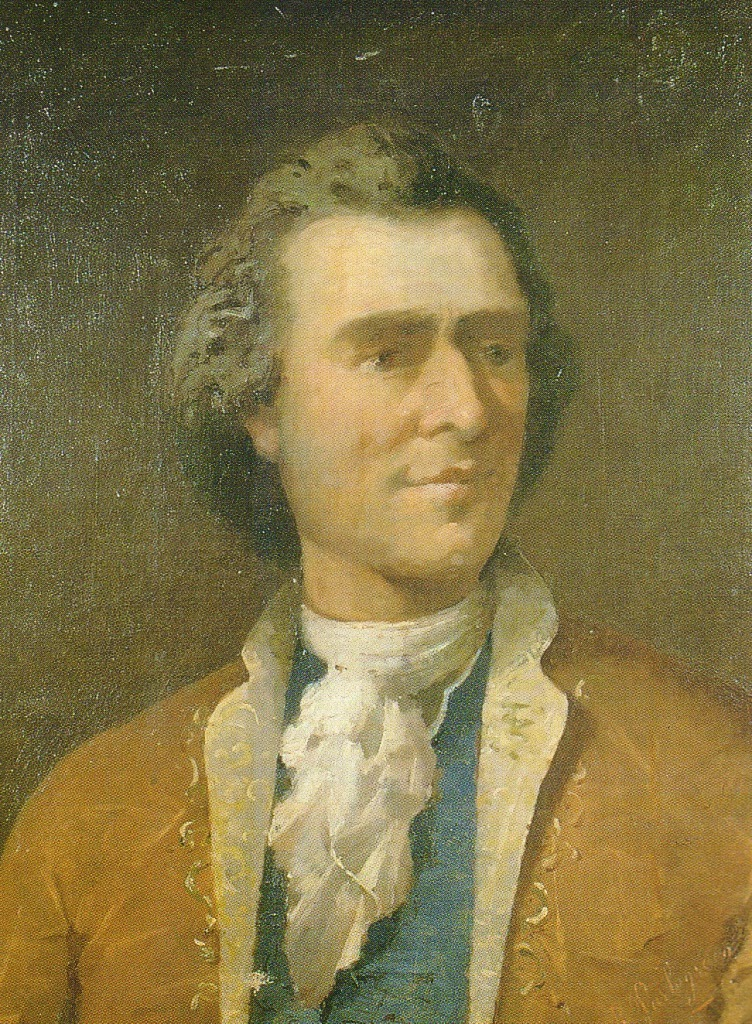
Domènech Terradellas, Gemälde von Beniamino Parlagreco, 1885

Domènec(h) (Domingo) Terradellas oder Terradelles (Domingo Miguel Bernabé Terradellas, auch: Domenico Terradeglias, getauft am 13. Februar 1711 in Barcelona; † 20. Mai 1751 in Rom) war ein aus Spanien stammender Opernkomponist der Vorklassik.

## Leben
Domènech Terradellas begann seine Ausbildung möglicherweise als Chorknabe unter Francesc Valls, der Chorregent an der Kathedrale von Barcelona war, dies konnte aber bisher nicht zweifelsfrei belegt werden. Am 23. Mai 1732 wurde er am Conservatorio di Sant’Onofrio in Neapel aufgenommen und studierte bei Francesco Durante. Zum Karneval 1739 wurde in Rom seine erste Oper aufgeführt. Sein erster großer Erfolg war die Aufführung der Opera seria Merope. 1744 fand in Venedig die Uraufführung seines Artaserse statt.
Von 1743 bis 1745 war Terradellas Kirchenkapellmeister in Rom, dann wurde er als Direktor an das King’s Theatre in London berufen. Ab 1747 lebte er in Paris, bevor er 1750 nach Italien zurückkehrte. Hier wurden 1750 Didone abbandonata (in Turin) und Imeneo in Atena (in Venedig) aufgeführt. Terradellas starb wenige Monate nach der Aufführung der letzten Oper Sesostri re d’Egitto in Rom unter ungeklärten Umständen. Neben seinen Opern vertonte Terradellas zahlreiche Messen, Motetten und andere kirchliche Werke, sowie einige Instrumentalstücke.
Terradellas genoss bei seinen Zeitgenossen ein hohes Ansehen, dies verdeutlicht Jean-Jacques Rousseau in seinen Lettre sur la musique francoise von 1753, in denen er Terradellas in einer Reihe mit Nicola Porpora, Niccolò Jommelli, Baldassare Galuppi und Davide Perez aufzählte.

## Werke

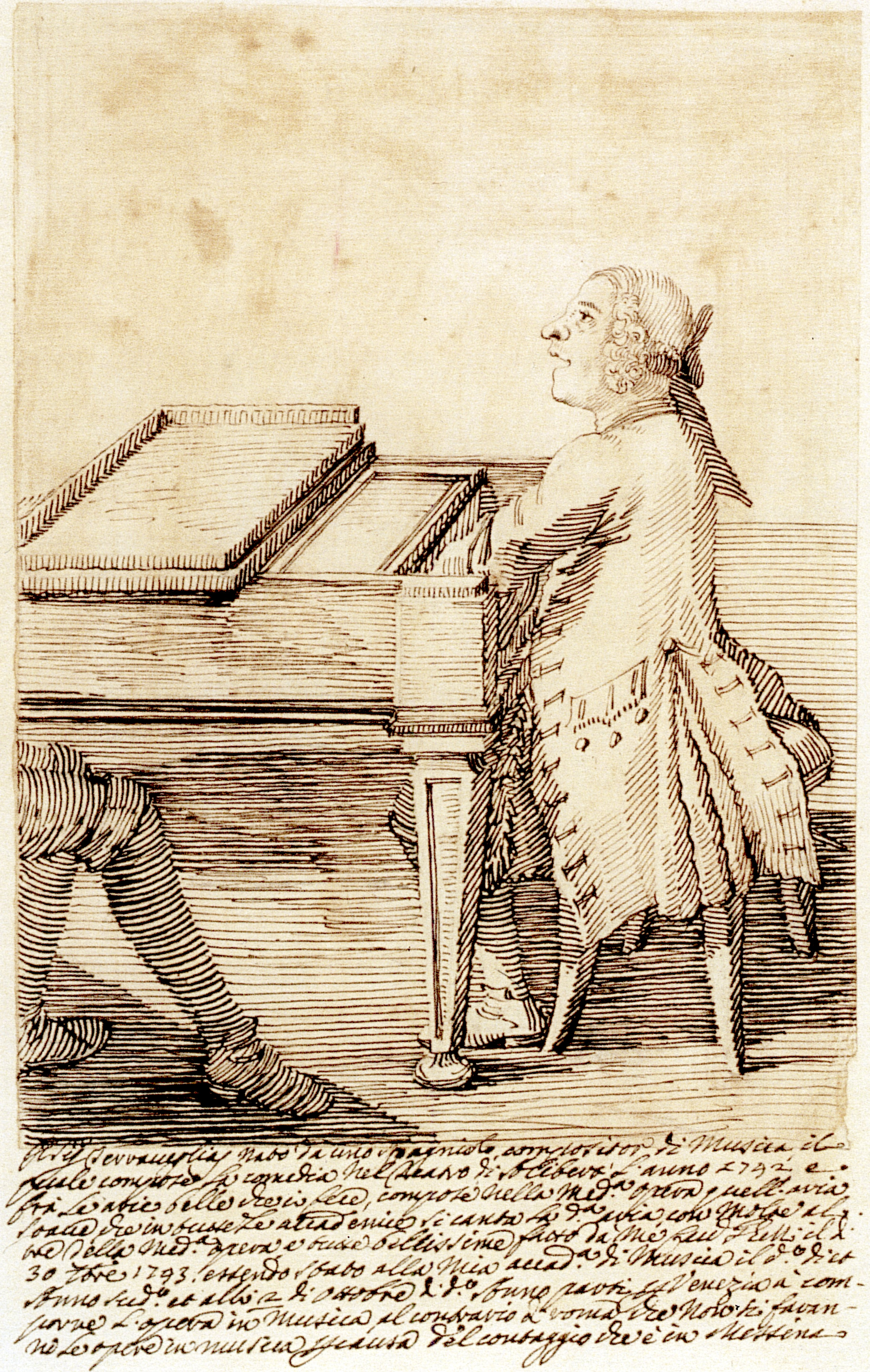
Domènec Terradellas, Karikatur von Pier Leone Ghezzi, 1743

- Giuseppe riconosciuto (Libretto von Pietro Metastasio), 1736, Neapel
- Astarto (Libretto von Apostolo Zeno und Pietro Pariati), 1739, Rom
- Cerere, 1740, Rom
- Gl’intrichi delle cantarine (Libretto von Antonio Palomba), 1740, Neapel
- Merope (Libretto von Apostolo Zeno), 1743, Rom
- Artaserse (Libretto von Pietro Metastasio), 1744, Venedig
- Semiramide riconosciuta (Libretto von Pietro Metastasio), 1746, Florenz
- Mitridate (Libretto von Francesco Vanneschi), 1746, London
- Bellerofonte (Libretto von Francesco Vanneschi), 1747, London
- Didone abbandonata (Libretto von Pietro Metastasio), 1750, Turin
- Imeneo in Atene (Libretto von Silvio Stampiglia), 1750, Venedig
- Sesostri re d’Egitto (Libretto von Pietro Pariati), 1751, Rom